# 二条為実
二条 為実（にじょう ためざね）は鎌倉時代後期の公卿。五条と号したことから、五条為実とも呼ばれる。参議、従二位。権大納言二条為氏の四男。母は右京大夫藤原重名の娘。子には従三位参議に至った為嗣がいる。

## 経歴
以下、『公卿補任』、『尊卑分脈』の内容に従って記述する。
- 文永3年（1266年）1月5日、叙爵。
- 文永6年（1269年）1月5日、従五位上に昇叙。
- 文永8年（1271年）7月2日、正五位下に昇叙。
- 文永11年（1274年）2月20日、左兵衛権佐に任ぜられる。同年11月17日、近江守を兼ねる。
- 建治2年（1276年）1月5日、従四位下に昇叙。左兵衛権佐は止められる。
- 弘安元年（1278年）12月27日、右少将に任ぜられる。
- 弘安4年（1281年）1月5日、従四位上に昇叙。
- 弘安6年（1283年）10月30日、正四位下に昇叙。
- 正応元年（1288年）5月、左中将に転任。
- 嘉元2年（1304年）10月7日、左中将を辞した。
- 延慶2年（1309年）3月29日、従三位に叙せられる。
- 文保2年（1318年）1月5日、正三位に昇叙。
- 正中2年（1325年）1月29日、侍従に任ぜられる。同年4月2日、参議に任ぜられる。9月9日、参議を辞退。11月22日、本座を許される。
- 嘉暦3年（1328年）3月16日、従二位に昇叙。
- 正慶元年／元弘2年（1332年）8月3日、正二位に昇叙。
- 正慶2年／元弘3年（1333年）5月17日、従二位に戻される[2]。同年7月2日、薨去。享年68。

## 系譜
- 父：二条為氏（1222-1286）
- 母：藤原重名の娘
- 妻：不詳
  - 男子：二条為嗣